# Plecemin
Plecemin – wieś krajeńska w Polsce o założeniu ulicówki, położona w województwie wielkopolskim, w powiecie złotowskim, w gminie Tarnówka na dużej polanie leśnej, na skraju Puszczy nad Gwdą. 
Wieś jest najdalej na południe wysuniętą miejscowością gminy. W centrum można było zobaczyć koronę uschniętego dębu, będącego pomnikiem przyrody, w październiku 2016 dąb obalił się z powodu próchna i złych warunków atmosferycznych, w jego miejsce posadzony został nowy, młody dąb. Obecnie miejscowość ta zmienia swój charakter z rolniczego na letniskowy.
Wieś królewska należała do starostwa ujskiego, pod koniec XVI wieku leżała w powiecie nakielskim województwa kaliskiego. W latach 1975–1998 miejscowość administracyjnie należała do województwa pilskiego.